# Bakonybánk megállóhely
Bakonybánk megállóhely egy megszűnt Komárom-Esztergom vármegyei megálló-rakodóhely, melyet a MÁV üzemeltetett Bakonybánk településen.
A központtól bő egy kilométerre északkelet felé található, közúti elérését a 8218-as útból kiágazó 82 324-es számú mellékút biztosította.

## Vasútvonalak
A megállóhelyet az alábbi vasútvonalak érintették:
- Környe–Pápa-vasútvonal

## Kapcsolódó állomások
A megállóhelyhez az alábbi állomások vannak a legközelebb:
- Bakonyszombathely megállóhely (Környe vasútállomás, Környe–Pápa-vasútvonal)
- Tápszentmiklós megállóhely (Pápa vasútállomás, Környe–Pápa-vasútvonal)